# Világok őre
A Világok őre (Черновик; Csernovik, szó szerint: „Piszkozat”) egy 2005-ben megjelent fantasy kalandregény Szergej Vasziljevics Lukjanyenko tollából. A regény a kétrészes Kirill-ciklus első része, melynek címadója Kirill, az emberfeletti képességekkel bíró ún. „funkcionális”, aki vámosként a világok közötti átjárót köteles őrizni. Folytatása az Őrök világa című regény.
A Világok őre 2011-ben jelent meg magyarul a Galaktika Fantasztikus Könyvek-sorozatban, Weisz Györgyi fordításában. 

## Cselekmény
|  | Alább a cselekmény részletei következnek! |

Kirill, az átlagos moszkvai fiatalember egy napon elveszti mindenét. Főnöke, barátai, rokonai de még saját kutyája is elfejti őt, iratai pedig a felismerhetetlenségig elkopnak. Nem is beszélve arról, hogy abban a lakásban, melyben már három éve él, egy idegen nő lakik. A kilátástalan helyzetből egy telefonhívás húzza ki. A telefonáló vámtisztviselői munkát ad neki, mely abból áll, hogy egy világok közötti átjárót kell őriznie, a vámdíjat pedig megtarthatja. Új munkájához új képességek járnak: emberfeletti erőre tesz szert, sebei gyorsan regenerálódnak a betegségek pedig elkerülik őket. Egyetlen hátránya ennek az erőnek, hogy nem távolodhatnak el néhány kilométernél messzebb az állomáshelyüktől. A későbbiekben Kirill egy összeesküvés nyomaira bukkan, és a világokról is kiderül, hogy nem mindegyik az, aminek látszik.
|  | Itt a vége a cselekmény részletezésének! |

## Magyarul
- Világok őre; ford. Weisz Györgyi; Metropolis Media, Bp., 2011 (Galaktika fantasztikus könyvek)

## Filmadaptáció
A regényből készült filmadaptációt 2018-ban mutatták be Oroszországban. A főbb szerepeket Nyikita Volkov, Jevgenyik Tkacsuk és Olga Borovszkaja játszották. A film a 2018-as év legambiciózusabb orosz produkciói között szerepelt, ám végül vegyes és negatív kritikákat kapott, és a jegypénztáraknál is az elvárásokon alul teljesített. A kritikusok leginkább az alapműhöz való hűtlenséget, a túlzott CGI használatot, a filmbe zsúfolt fantasyvilágok számát, valamint a gyengén vezetett szereplőket bírálták. Egy másik érdekesség, hogy a könyvvel ellentétben a film befejezése nyitott maradt. Azt azonban még nem tudni, hogy a folytatást, az Őrök világát is tervezik-e adaptálni.